# Lukáš Heřmanský
Lukáš Heřmanský (* 24. srpna 1980 Myjava) je bývalý český sdruženář, který závodil v letech 2000–2002.
Startoval na Zimních olympijských hrách 2002, kde pomohl českému týmu v závodě družstev k devátému místu. Jeho nejlepším výsledkem ze Světového poháru je osmé místo v divizi B ve sprintu z Planice 2001. Startoval také v závodě Světového poháru v Liberci v únoru 2001, kdy se umístil na 36. místě.
Též je členem Národní rady pro sport v rámci Národní sportovní agentury v oboru Resortní sportovní centra.